# 尹緯
尹 緯（いん い、生没年不詳）は、五胡十六国時代後秦の人物。字は景亮。天水郡の出身。

## 生涯

### 前秦の時代
350年より関中一帯は氐族政権である前秦の支配下にあったが、3代君主苻堅の命により尹緯の一族はみな禁錮に処され、出仕を禁じられていた。これはかつて尹緯の同族である尹赤が、前秦に対抗していた羌族酋長の姚襄に降り、彼の下で司馬を務めていた為である。これにより尹緯も長らく仕官を許されなかったが、後年になってようやく許されて吏部令史となった。その風格・志趣は豪邁であると評判であり、郎（宮中に仕える官員）はみな彼を憚ったという。
時期は不明だが、やがて都督益梁二州諸軍事姚萇（姚襄の弟。姚襄敗死後に前秦に降っていた）の別騎校尉に任じられた。

### 姚萇の時代
383年、苻堅は大々的に東晋征伐を敢行し、総勢100万を超すともいわれる兵力を動員して建康に迫ったが、淝水の戦いで歴史的大敗を喫してしまった。これにより中華統一の夢は断たれることとなり、さらに前秦に服属していた諸部族の謀反を引き起こしてしまった。
384年4月、姚萇もまた軍を放棄して渭北の馬牧場へ逃走して来ると、尹緯は同族の尹詳・南安出身の龐演と共に、西州（涼州一帯）の豪族である趙曜・王欽盧・牛双・狄広・張乾ら5万家余りを扇動して姚萇の下に集結し、彼を盟主に仰いで自立を勧めた。姚萇はこれを拒もうとしたが、尹緯は進み出て「今、百六の天命が集まっており、秦亡（前秦の敗亡）の兆は顕著に現われております。将軍（姚萇）の威霊（君主としての威光）・命世（世に名高い才）をもってすれば、必ずやこの艱難を匡済（乱れを正して救う事）する事が出来ましょう。故にこうして豪傑が馳せ参じ、みな等しく推仰しているのです。明公（姚萇）は心を降して議に従い、群衆の望みに沿うべきです。ただ座して彼らが沈溺していくのを見て、これを救わぬままでいてはなりません」と勧めた。姚萇はこれを聞き入れて自立を決断し、大将軍・大単于・万年秦王を称し、白雀という元号を定め、政務・事務全般を称制（皇帝に即位せずに政務を執ること）する事とした（後秦の建国）。尹緯は佐命の元勲として右司馬を拝命した。
385年7月、姚萇は長安を放棄して逃走中の苻堅を捕らえ、新平へ送還して別室に幽閉した。8月、姚萇は苻堅へ伝国璽を差し出させて自らへ禅譲させようと考え、尹緯を派遣して説得に当たらせた。尹緯は堯が舜に禅譲した故事を引き合いにして説得に当たったが、苻堅は尹緯を責めて「禅代（禅譲）とは聖人・賢人の事業であるぞ。姚萇のような叛賊が、どうして古人に擬えてよいだろうか！」と怒った。また苻堅は尹緯と論じ合っている時、尹緯へ「朕の朝（前秦）ではどのような官職であったか」と問うと、尹緯は「尚書令史であります」と答えた。苻堅はこれを聞いて嘆息して「卿は王景略（王猛）を思わせる宰相の才がある。それなのに朕は卿を知らなかった。国が亡ぶのも道理であろう！」と言うのみであった。やがて姚萇は刺客を派遣して苻堅を殺害した。
386年4月、姚萇は長安において帝位に即き、建初と改元して国号を大秦（後秦）と定め、百官を設置した。これにより尹緯は尚書左僕射に任じられた。
387年9月、杏城に割拠する前秦の馮翊太守蘭櫝は、前秦の并州牧苻師奴と対立するようになり、さらに西燕からも攻撃を受けた為、後秦に救援を要請してきた。姚萇はこの申し出に応じて自ら救援に赴こうと考えたが、尹緯は尚書令姚旻と共に「苻登（前秦の5代君主）は近く瓦亭におり、この機に乗じて我らの背後を襲おうとするでしょう。陛下は軽々しく動くべきではありません」と諫めたが、これに姚萇は「苻登の衆は強盛であるが、統制が取れておらず、すぐに動かす事は出来ない。それに登は慎重で決断力に乏しく、いつも好機を失している。我が自ら動くと聞いても、ただ兵や物資を集めるのみであり、必ずや軽々しく軍を深入りさせぬであろう。この両月の間に我は必ずや賊（苻師奴・西燕）を破り帰還する。もし登が至るとしても、何も為す事は出来ぬ。我が事は必ず成る」と答えた。9月、姚萇は泥源に侵攻して苻師奴に大勝し、10月にはさらに進撃して河西に駐屯していた西燕君主慕容永を攻め、これを退却させた。その後、降伏を拒んだ蘭櫝もまた12月には捕縛し、杏城を支配下に入れた。
391年12月、苻登が安定へ侵攻すると、姚萇はこれを迎え撃つ為に陰密へ出立した。かつて鄭県出身の苟曜は後秦に帰順していたが、密かに前秦への寝返りを考えていた。彼は姚萇不在に乗じ、長安の留守を任されていた姚興（姚萇の世子）の動向を探る為に長安へ赴いた。だが、姚萇は予めこれを看破しており、姚興の命により尹緯は苟曜を捕縛すると、その罪を咎めてから誅殺した。
392年3月、安定に滞在していた姚萇が病床に伏せるようになると、彼は姚興を安定の行営へ呼び寄せ、代わりに尹緯に長安を留守を委ねた。
393年4月、前秦の右丞相であった竇衝は前秦から離反し、秦王を名乗って自立した。7月，苻登が野人堡を守る竇衝を攻めると、竇衝は後秦に救援を要請した。これを受け、姚萇はどうすべきか軍議を開くと、尹緯は「太子（姚興）の仁は厚く、遠近にもその評判は轟いております。しかしながら、英略については未だ知られておりません。ここは太子自ら赴かせ、苻登を撃って威武を広めておく事で、窺窬（隙を狙われる事）の始まりを防いでおくべきかと」と勧めると、姚萇はこれに従い、姚興へ救援を命じた。姚興は兵を率いて胡空堡を攻めると、苻登は竇衝の包囲を解いてこれに赴いた。すると姚興は前秦の根拠地平涼を急襲し、大戦果を挙げてから帰還した。姚萇は再び姚興に長安を鎮守させた。
12月、病状が悪化した姚萇が長安へ帰還した。彼は自らの死期を悟り、尹緯・太尉姚旻・右僕射姚晃・将軍姚大目・尚書狄伯支らを禁中へ入れ、次期君主姚興の輔政をするよう遺詔を告げた。数日後、姚萇はこの世を去り、姚興が後を継いだ。尹緯は長史（参謀役）に任じられた。

### 姚興の時代
394年春、苻登は姚萇の死を聞き、これを好機として軍勢を総動員して東へ向かった。同年夏、苻登は六陌から廃橋（現在の陝西省咸陽市興平市）へ進出すると、後秦の始平郡太守姚詳は馬嵬堡に籠ってこれを拒んだ。姚興の命により、尹緯は姚詳救援に向かい、廃橋において前秦軍を待ち受けた。苻登は水を得ようとしたが尹緯に阻まれ、渇死する者が10人のうち分の2・3に及んだ。その為、急いで尹緯を討とうと考えた。姚興は狄伯支を急ぎ派遣して尹緯へ「兵法とは戦わずして人を制する者、どうしてこれを為さない事があろうか。苻登は窮寇（窮地に陥った敵は死に物狂いとなり、逆襲されてしまう事を指す）である。持重してこれを挫くべきだ」と告げたが、尹緯は「先帝が登遐（崩御）し、人心は動揺しております。今は力を奮って逆豎（道理に背く小僧）を殺しつくす事を考えなければ、大事は去ってしまいますぞ！この緯は敢えて死を争いましょうぞ」と反対した。そして遂に大規模な会戦を行うと、敵軍を大いに破った。その夜、前秦の衆は離散してしまい、苻登は止む無く単騎で雍城へ逃走した。これにより前秦の勢力は事実上壊滅した。
397年9月、鮮卑の薛勃が後秦に背いて嶺北へ奔り、上郡・貳川の雑胡はみなこれに呼応し、遂に安遠将軍姚詳の守る金城を包囲した。姚興の命により、尹緯は姚崇と共に討伐に向かった。薛勃自らもまた三交より金城へ侵攻すると、尹緯らは陣営を並べてこれを食い止めたが、兵糧の運送が断たれてしまい、三軍は大いに飢えた。尹緯は姚崇へ「輔国（将軍）弥姐高地・建節（将軍）杜成らはみな諸部の豪族であり、位は三品にありますが、運送を監督しながらも停滞させ、三軍を乏絶させました。刑法を明らかにして怠慢を罰するべきです」と述べ、遂に彼らを処断した。諸部は大いに震え上がり、五十万を越える兵糧が運ばれたので、軍は息を吹き返したという。その後、姚興自らもまた2万を率いて加勢に到来すると、薛勃は恐れて軍を放棄して高平公没弈干の下へ亡命したが、捕らえられて送還された。
以降も尹緯は輔国将軍・司隷校尉・尚書左右僕射を歴任し、清河侯に封じられた。
やがてこの世を去った。その死に際して姚興は甚だ悼み、司徒を追贈し、忠成侯と諡した。412年には他の功臣23人と共に姚萇の廟に配饗された。

## 人物
幼い頃より大志を抱いており、生業を営むことをしなかった。身長は8尺、腰帯（腹囲）が10囲有り、魁梧（体躯大きく立派である様）にして爽気（豪邁・率直な気概）を有していた。その性格は剛強で細部に拘らず、清らかで朗らかな人物であったという。
日頃より書物・伝記を覧じており、宰相が勲功を打ち立てる箇所に差し掛かると、いつも読むのを中断して感嘆したという。また、呉の政治家である張昭を慕っており、その人となりを模範としていた。
『晋書』においては、姚興の業績が成ったのは全て尹緯の力によるものであるとして絶賛されている。

## 逸話
- 苻堅の治世末年、祅星（凶星）が東井（井宿）に観測された。尹緯はこれにより苻堅の滅亡が近いと知り、甚だ喜んで天に向かって再拝したが、同時に流涕して長らく嘆息した。友人である略陽出身の桓識はこの様子を怪しんで理由を問うと、尹緯は「天時はこのようになっている。正にこれは覇王が龍飛する秋（時期）であり、吾徒（我ら）が杖策（鞭を奮って後に続く）する日でもある。しかし知己なる存在（互いにその才能を認め合える人物）には遭い難く、恐らくは我が才志を広げる事は出来ぬであろう。故に大いなる喜びと恐怖が心中入り混じっているのだ」と答えた。
- 姚萇の時代、馮翊出身の段鏗は傾巧（ずる賢く言葉巧みに嘘を言う事）なる人物であったが、姚萇はその博識ぶりを評価して侍中に抜擢した。尹緯は固く諫めてこれに反対するも、姚萇は従わなかった。その後も尹緯は度々、衆中で段鏗の人となりを辱めていたので、段鏗は心中不平を抱いていた。姚萇もまたこの事を聞いて尹緯へ「卿は学問を好まない性質だが、どうして学者を憎むのか」と尋ねると、尹緯は「臣は学問を憎んでいるのではありません。段鏗の不正を憎んでいるのです」と答えた。姚萇はさらに「卿は自らを知らず、いつも蕭何に擬えているが、まことにどういうつもりか」と問うと、尹緯は「漢祖（前漢の高祖劉邦）は蕭何と共に布衣（庶民の衣服。転じて庶民そのものを指す）より身を起こし、互いに貴人となりましたが、陛下は貴人の中より身を起こし、この臣を賤しんでおります」と答えた。姚萇はさらに「卿はまことに（蕭何に）及ばぬのに、どうして認めぬのか」と問うと、逆に尹緯は「では陛下は漢祖と比べてどうでしょうか」と尋ねた。姚萇は「朕はまことに漢祖には適わぬ。卿もまた蕭何から遠い。故に甚だしく及ばないのだ」と答えると、尹緯は「漢祖が陛下に勝っているのは、段鏗のような輩を遠ざけた事のみです」と言い返した。姚萇はこれに黙然としてしまい、遂に段鏗を北地郡太守に任じて遠ざけた。
- 尹緯の友人に隴西出身の牛寿という人物がおり、ある時に漢中の流人を率いて姚興に帰順した。彼は尹緯へ「足下（あなた）は日頃より『時が明であれば、才能とは立功立事（勲功を立てて事績を上げられる事）で足る。道が消えれば、二疏（疏広・疏受）・朱雲を追随し、狂直を発する（狂ったように正論を押し通す事）だろう。胡広のように時々の政治の移り変わりに追従する事などできない』と言っていた。今、その時（後秦の君主）に遇しており、まさに名を竹素（竹簡）に垂れる日である。勉めないわけにはいかぬな」と語りかけると、尹緯は「我が心から願うのはその通りであるが、宰衡（宰相）を夷吾（管仲）に委ねられず、韓信を軍勢から見出せておらず、恥じ入るばかりである。ただ立功立事については、まだ昔の言を破ってはおらぬ」と答えた。これを聞いた姚興は尹緯へ「君の寿（牛寿）への言は、何と大なる事か。立功立事とは、古人に対して自らをどのように言うつもりか」と問うと、尹緯は「臣はまことに古人へ恥じる事はありません。なぜならば、時来の運に遇し、太祖（姚萇）を輔翼（補佐）し、八百の基礎を築きました。陛下（姚興）が龍飛するに及んで、苻登を翦滅し、秦州と雍州を盪清し、生きては端右（宰輔・重臣の位）を極め、死しては廟庭に饗されます、古の君子も、まさにそのようではないでしょうか」と答えた。姚興はこれに大いに喜んだという。
- 389年末、尹緯は姚晃と共に古成詵へ「苻登の窮寇は年を重ねても滅する事が出来ない。また奸雄が鴟峙（強勢を誇って相手と対峙する事）し、各地を乱して扇動し、夷夏（異民族・漢民族）問わず二心を抱いている。これをどうすべきか」と問うと、古成詵は「主上の権略は限りなく、信賞必罰によって賢能の士はみな心より推戴しております。どうして大業を成せず、氐賊を滅せ無い事を患いましょうか！」と答えた。これに尹緯は「しかし登の窮寇は未だ滅していない。奸雄もまた各地で扇合している。我らはどうしてこれを恐れずにいられようか」と問うと、古成詵は「三秦は天府の国であり、主上はその10のうち既に8を領有しております。今、ここで憂慮すべきなのは苻登・楊定・雷悪地のみであり、その他の瑣瑣（細々としている勢力）など、どうして論ずるに足りましょうか！それに悪地の領土は狭く衆も少なく、これも憂うには足りません。苻登は烏合や犬羊（規律も統一も無い者）を頼みとし、かろうじて息をしているの過ぎません。その智勇を計りますに、至尊（姚萇）に匹敵するものではありません。覇王の起には、必ずや駆除があり、然る後に大業を克定するのです。昔、漢・魏が興った時、みな十年余りをかけて海内を一つにしております。五・六年程度では久しいとも言えないでしょう。主上の神略は内に明らかであり、英武は外に発せられており、天下に敵となる者はおらず、余力のみで登など取れましょう。願わくば、徳を布いて仁を行い、賢を招いて士を納め、兵を鍛えて馬を養い、天機を待たん事を。もし鴻業が成せなかったならば、詵は腰斬して明公に謝しましょう」と答えた。尹緯はこの会話を姚萇に伝えると、姚萇は大いに喜び、古成詵を関内侯に封じた。
- 397年9月、後秦の虵皇太后がこの世を去った。姚興の悲しみぶりは礼を過ぎ、庶政に臨めなくなる程であった。群臣は漢・魏の故事に倣い、葬儀を終えてすぐに即吉（喪服を脱いで吉礼を執り行う事）すべきだと訴えたが、尚書郎李嵩は上疏して「三王にも制の相違があり、五帝でも礼は異なります。孝をもって天下を治めるのは、先王の高尚な事業です。光道の導きをもってその聖なる性質に従うべきです。葬儀が済んだ後は、喪服で臨朝し、天下に率先して仁と孝を挙げて頂きますよう」と請うた。これに尹緯は反論して「帝王の喪制は漢・魏に順じております。嵩（李嵩）は常を矯して礼を越え、軌度（軌範・法度）を誤っております。有司に付して、その専擅を論じていただきますよう。葬儀してすぐに即吉し、前議に依る事を乞います」と述べたが、姚興は「嵩（李嵩）は忠臣にして孝子であり、何の罪があろうか！尹僕射（尹緯）は先王の典を捨て、漢・魏の便宜的な制度に従って欲しいようだが、どうして朝賢（朝臣）の望むところであろうか！これは嵩の議に従う事とする」と答えた。